# Nestor Gomes (São Mateus)
Nestor Gomes é um distrito do município de São Mateus, no Espírito Santo. O distrito possui  cerca de 10.823 habitantes e está situado na região oeste do município.